# Crandall (Texas)
Crandall es una ciudad ubicada en el condado de Kaufman en el estado estadounidense de Texas. En el Censo de 2010 tenía una población de 2.858 habitantes y una densidad poblacional de 345,27 personas por km².

## Geografía
Crandall se encuentra ubicada en las coordenadas 32°37′42″N 96°27′11″O / 32.62833, -96.45306. Según la Oficina del Censo de los Estados Unidos, Crandall tiene una superficie total de 8.28 km², de la cual 8.27 km² corresponden a tierra firme y (0.06%) 0.01 km² es agua.

## Demografía
Según el censo de 2010, había 2.858 personas residiendo en Crandall. La densidad de población era de 345,27 hab./km². De los 2.858 habitantes, Crandall estaba compuesto por el 91.67% blancos, el 3.67% eran afroamericanos, el 0.31% eran amerindios, el 0.73% eran asiáticos, el 0% eran isleños del Pacífico, el 2.41% eran de otras razas y el 1.19% pertenecían a dos o más razas. Del total de la población el 7.24% eran hispanos o latinos de cualquier raza.